# Epidendrum echinatum
Epidendrum echinatum är en orkidéart som beskrevs av Bernt Løjtnant. Epidendrum echinatum ingår i släktet Epidendrum och familjen orkidéer.
Artens utbredningsområde är Ecuador. Inga underarter finns listade i Catalogue of Life.